# Sint-Willibrorduskerk (Zierikzee)
De Sint-Willibrorduskerk gelegen aan de Hoge Molenstraat 86 is een katholieke kerk in het Nederlandse stadje Zierikzee.
De kerk werd in 1768 gebouwd en diende aanvankelijk als schuurkerk. In 1842 werd het gebouw uitgebreid en voorzien van een gevel in neoclassicistische stijl om het meer op een kerkgebouw te laten lijken. In 1931 werd er een dakruiter toegevoegd met daarin een luidklok. In 1993 is de kerk gerestaureerd. Het is een rijksmonument.

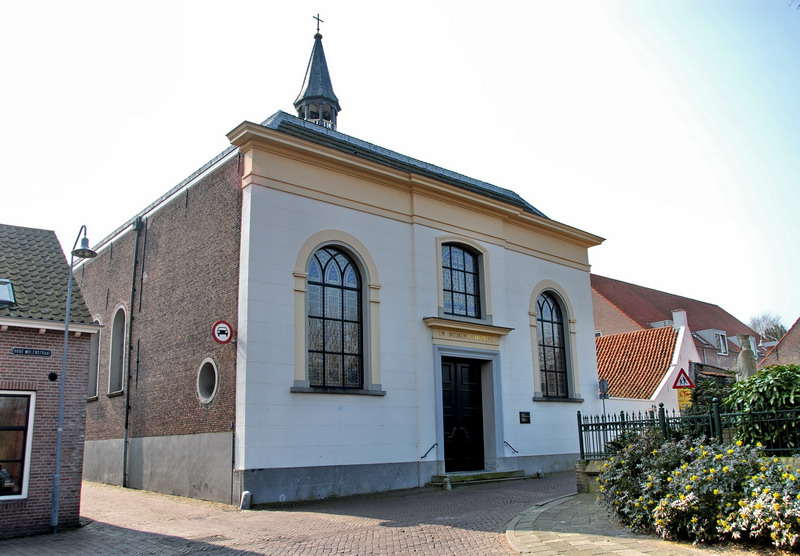
St. Willibrorduskerk